# Grottaminarda
Grottaminarda (AFI: [ˌɡrɔttamiˈnarda]; Rótta in dialetto irpino) è un comune italiano di 7 582 abitanti in provincia di Avellino in Campania. I suoi abitanti si chiamano "grottesi" (ruttìsë in dialetto).

## Geografia fisica
Il comune è situato nel settore centro-settentrionale dell'Irpinia. Il centro abitato sorge all'imbocco della media valle dell'Ufita, ai margini dei ridossi collinari Catauro e Tamauro.

### Idrografia
Lungo il territorio comunale scorre il fiume Ufita, affluente del fiume Calore Irpino.

### Sismologia
Il territorio comunale è compreso nel distretto sismico dell'Irpinia.
L'Istituto Nazionale di Geofisica e Vulcanologia ha una propria sede a Grottaminarda, con annesso un centro per la Sismologia ed Ingegneria sismica. Il centro, mediante una sala di monitoraggio sismico, collabora allo sviluppo di una rete sismica nazionale che consente l'immediata localizzazione automatica degli eventi sismici che avvengono nell'ambito del territorio nazionale.

### Clima
Trovandosi nell'entroterra campano, Grottaminarda è caratterizzata da un clima di tipo temperato in cui ad inverni freddi si alternano estati miti.
Le precipitazioni non sono molto abbondanti e si attestano sopra i 600 mm annui, mentre nella parte occidentale della provincia superano i 1200 mm. Durante l'inverno sono possibili le nevicate.

## Origini del nome
Secondo l'interpretazione più accreditata, il nome del comune è un composto di grotta e di un nome medievale di persona Maynardus, di origine germanica. Sono comunque note altre interpretazioni fantasiose dell'origine del toponimo come quella di una sua derivazione da una grotta dedicata alla dea Minerva (Cripta Minervae).
Il paese, sotto il nome di Grottaminarda, secondo la testimonianza di Scipione Ammirato, compare solo a partire dall'agosto 1229.
Tra il 1229 e il secolo XV si alternano Cripta, Criptaminarda, Criptamainarda, Grottamainarda e Grottaminarda. Solamente nel corso del secolo XVI appare stabilizzarsi il nome del paese nella forma unica e definitiva di Grottaminarda.

## Storia

### Medioevo
Durante l'età normanna, e per tutto il corso del XII secolo, il suo nome è legato alla figura di Trogisio de Cripta e alla sua famiglia, che lo terrà in feudo fino all'inizio del XIII secolo.
Verso il 1210 è attestato quale signore di Grotta un tal Andrea della nobile famiglia d'Aquino.
Gli aquinate terranno il feudo di Grottaminarda fino al 1528.

### Età moderna
Il comune risultó pesantemente danneggiato dal terremoto dell'Irpinia del 1732, il cui epicentro era assai prossimo a Grottaminarda.
All'epoca del regno delle Due Sicilie il comune fu capoluogo di circondario (con giurisdizione su altri due comuni) nell'ambito del distretto di Ariano

### Età contemporanea
Nel 1860 molti tra i cittadini di Grottaminarda parteciparono ai moti garibaldini, dapprima rubando due carichi di armi destinati all'esercito borbonico (26 agosto) e quindi partecipando all'assalto della grande roccaforte borbonica di Ariano (4 settembre).
In epoca post-unitaria il comune fu capoluogo di mandamento (con giurisdizione su altri due comuni) nell'ambito del circondario di Ariano di Puglia.

### Feudatari di Grottaminarda
(Trogisii - XII secolo)
- Trogisio de Cripta
- Ruggero de Cripta, figlio di Trogisio

(d'Aquino - Inizio XIII secolo-1528)
- Andrea d'Aquino
- Landolfo I d'Aquino, figlio di Andrea
- Andrea II d'Aquino, figlio di Landolfo
- Tommaso d'Aquino, fratello di Andrea
- Luca d'Aquino, figlio di Tommaso
- Landolfo II d'Aquino, figlio di Luca
- Niccolò d'Aquino, figlio di Landolfo
- Antonio d'Aquino, figlio di Niccolò
- Matteo d'Aquino, figlio di Antonio
- Ladislao I d'Aquino, figlio di Matteo
- Gaspare d'Aquino, figlio di Ladislao
- Ladislao II d'Aquino, figlio di Gaspare

(Bombardon e Yenois - 1529)
- Bombardon e Giovanni Yenois

(de Rupt - 1532–1551)
- Francesco de Rupt,
- Beatrice de Rupt, figlio di Francesco
- Sistilla de Rupt, sorella di Beatrice e figlia di Francesco

(Loffredo - 1553–1592)
- Ferdinando I de Loffredo
- Francesco de Loffredo, figlio di Ferdinando
- Ferdinando II de Loffredo, figlio di Francesco

(Cosso o Coscia 1592–1623)
- Giovanni Paolo Cosso
- Pietro Cosso, figlio di Giovanni Paolo
- Onofrio Cosso, figlio di Pietro
- Lucrezia Cosso con il marito Ferrante de Alarcón y Mendoza, figlia di Giovanni Paolo

(Pescara - 1623-1627)
- Giovan Battista Pescara
- Giovan Francesco Pescara, figlio di Giovan Battista

(Della Corgna - 1627-ante 1649)
- Fulvio della Corgna

(Posta - 1698-1729)
- Giovan Battista della Posta
- Pietro della Posta, figlio di Giovan Battista, Duca di Grottaminarda 1716

(Coscia - 1729–1806)
- Baldassare Coscia
- Raffaele Coscia, figlio di Baldassare

## Monumenti e luoghi d'interesse

### Architetture religiose

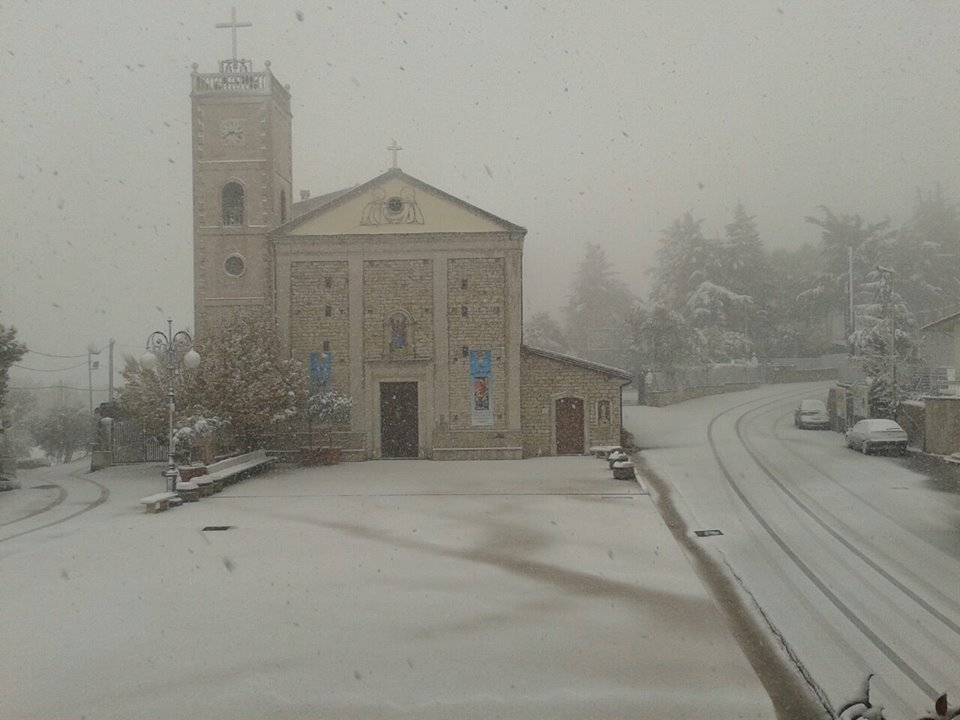
Santuario Madonna di Carpignano

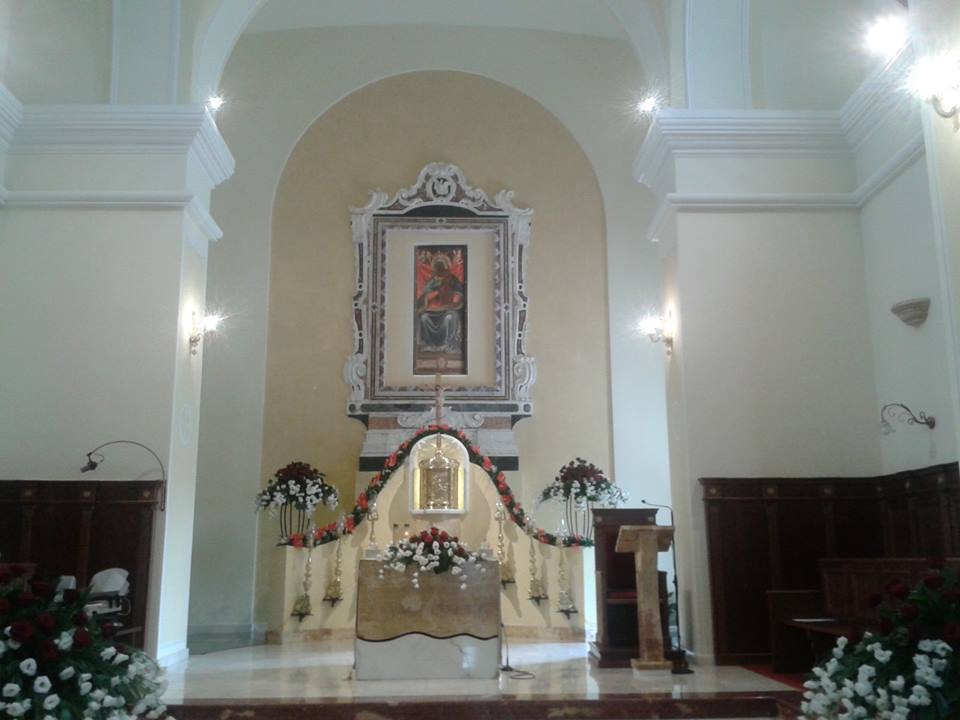
Quadro Madonna di Carpignano

La chiesa madre di Santa Maria Maggiore e campanile
La chiesa madre di Santa Maria Maggiore è stata costruita nel 1478. Essa ha struttura a croce latina, con una navata centrale e cappelle laterali in stile barocco. Nella chiesa sono conservati dipinti del XVIII secolo, tra i quali un olio su tela raffigurante San Tommaso e San Giacomo (ex-protettore della città), attribuito al pittore napoletano Antonio Sarnelli, e un affresco a soffitto del 1768 rappresentante la glorificazione dell'Assunta, del pittore solofrano Matteo Vigilante. Oltre ai dipinti troviamo un battistero di marmo del XVIII secolo con una porticina di argento, e un monumentale organo a canne del 1799. Accanto alla chiesa è situato il campanile, costruito tra il 1712 e il 1766 dal maestro Ciriaco di Silva da Mercogliano, su disegno del Vanvitelli. Esso ha una base quadrata e misura 36 metri di altezza.
È sede della parrocchia di Santa Maria Maggiore.
Chiesa di San Michele Arcangelo o di Sant'Angelo e Campanile
Fu edificata nel 1541, su un antico sacello dedicato all'Arcangelo situato all'interno di una grotta. Dell'antico impianto ecclesiastico pre-seicentesco si conserva soltanto il campanile edificato nel X secolo ed ampliato nell'XI-XII secolo.
La chiesa fu la sede della parrocchia di San Michele, soppressa nel 2004.
Chiesa di San Tommaso d'Aquino
A pochi metri dalla chiesa di San Michele è situata la chiesa di san Tommaso d'Aquino edificata nel 1636 dalla Congrega di San Tommaso d'Aquino, su una precedente cappella documentata nel 1528.
Il terremoto del 1980 ha danneggiato pesantemente l'antica chiesa, che negli anni novanta del Novecento è stata ricostruita. Al suo interno conserva una "pietà" lignea a grandezza naturale della prima metà del Cinquecento e un busto di ottone e argento raffigurante San Tommaso d'Aquino.
Chiesa di Santa Maria del Rosario
Attestata nel XVI secolo. Dopo il terremoto del 1980 è stata ricostruita interamente. È stata consacrata l'8 dicembre 2000. Nei locali adiacenti alla chiesa è conservata una mostra permanente sulle congreghe religiose di Grottaminarda.
La chiesa di Sant'Antonio nella frazione Bosco.
I lavori di costruzione della chiesa iniziarono nel 1927, ma la chiesa venne completata solo verso la fine degli anni cinquanta. Venne infatti consacrata il 10 dicembre 1959. Il terremoto del 1980 la danneggiò gravemente, ma è stata riaperta al culto nel 1988.
Santuario della Madonna di Carpignano
A 5 km da Grottaminarda, nella frazione Carpignano, si trova il santuario della Madonna di Carpignano.
All'interno della chiesa, gestita dai Padri Mercedari, è conservato una tavola raffigurante la Madonna con il Bambino.. Secondo la leggenda tale tavola fu trovata da alcuni pastori nel 1150, nel cavo di un grosso albero di carpino.

### Architetture militari
Castello d'Aquino
Di origine medievale, il castello fu più volte danneggiato dai terremoti ma riuscì comunque ad assolvere al suo ruolo difensivo fino alle grandi guerre d'Italia del XVI secolo. In seguito ai terremoti del settembre 1694 e del novembre 1732 l'edificio fu trasformato in dimora signorile.  Per alcuni anni, fino al 2008, la struttura ha ospitato la sede locale del Centro per la sismologia e l'ingegneria sismica. Dal 2009 parte del castello è stata adibita a uso di museo e biblioteca comunale.

### Architetture civili
Dogana Aragonese
Fu costruita nel 1467 come punto di riscossione dei diritti feudali di transumanza nel 1467 dal nobile Ladislao d'Aquino lungo quella che diventerà poi la strada nazionale delle Puglie. Nel 1774 venne sopraelevata per svolgere le funzioni di stazione di posta mentre nel 1930 fu dichiarata monumento nazionale
Fontana del Re

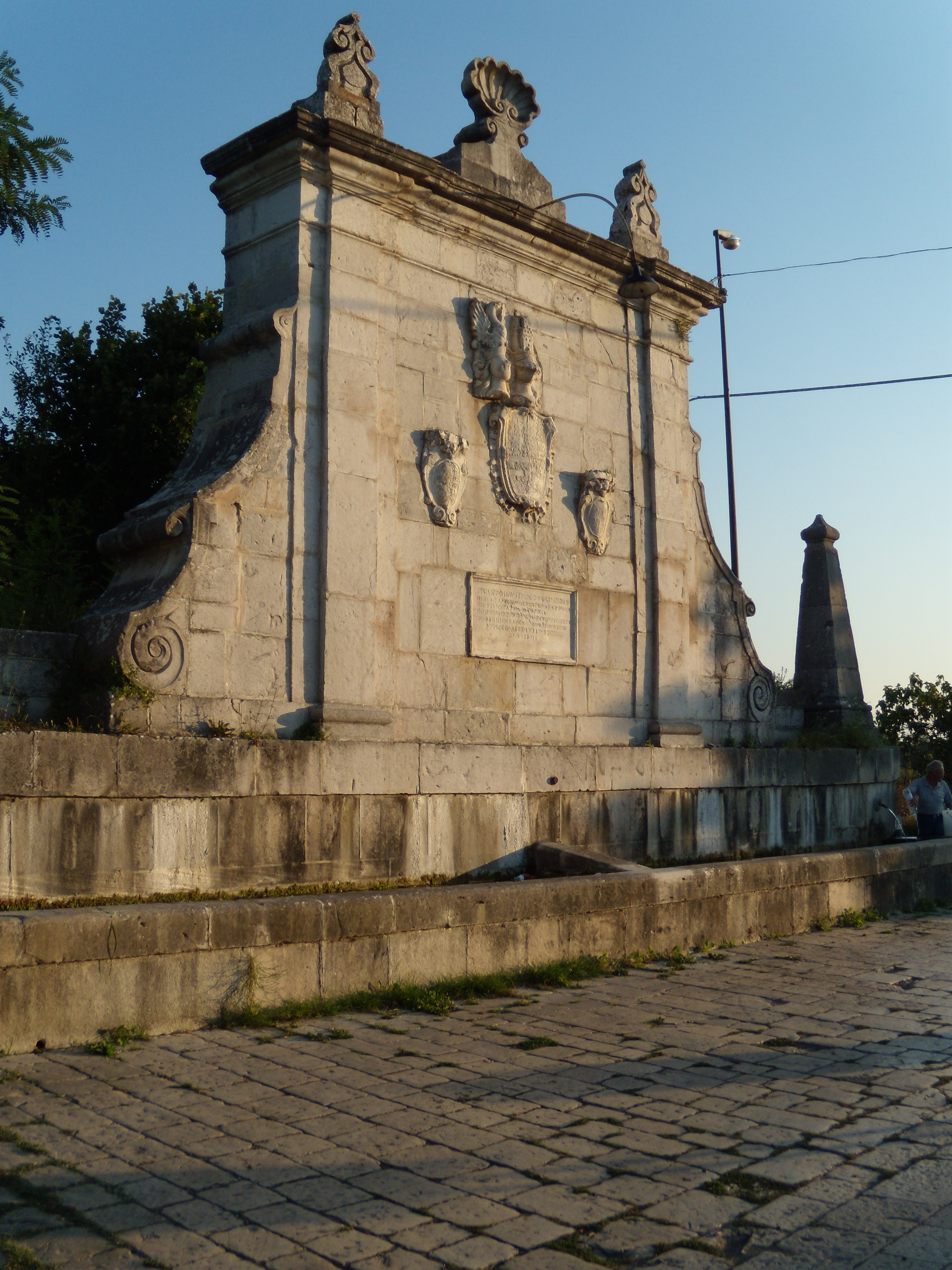
La Fontana del Re lungo la strada statale 90 delle Puglie

Costruita nel 1606 lungo la strada regia delle Puglie su di un progetto di Scipione Galluccio e Andrea Insano, venne poi restaurata durante la prima metà del XVIII secolo.
Fontana civile
Situata a largo Mercato, fu costruita nel 1875 su progetto dell'ingegnere arianese Raffaele d'Agostino; si caratterizza per la sua forma di coppa ovale.
Palazzo degli Uffici/ Palazzo Portoghesi
Progettato dall'architetto Paolo Portoghesi a fine Novecento, ha ospitato fino al marzo 2009 il museo civico Filippo Buonopane e la biblioteca Osvaldo Sanini.

### Altro
Giardini Antonio De Curtis
Giardini comunali dedicati all'attore napoletano Totò. In un altorilievo della piazza è stato scolpito il busto dell'artista.

## Società

### Evoluzione demografica
Abitanti censiti

### Etnie e minoranze straniere
Nel comune di Grottaminarda, al 31 dicembre 2008, risultano residenti 135 cittadini stranieri. Le comunità più numerose sono quelle di:
- Ucraina 54
- Romania 24
- Polonia 19
- Marocco 10

fonte Istat

### Lingue e dialetti
Accanto alla lingua italiana, a Grottaminarda si parla una varietà del dialetto irpino.

### Religione
Il comune appartiene alla diocesi di Ariano Irpino-Lacedonia.

## Cultura

### Biblioteca comunaleOsvaldo Sanini
Situata all'interno del Castello. Conserva più di 8000 volumi.

### Museo CivicoFilippo Buonopane
Situato all'interno del Castello, conserva numerose testimonianze della storia locale.

### Istruzione
- Scuole secondarie di I grado[19]

È attiva la scuola secondaria di I grado, Giovanni XXIII, in via Alcide De Gasperi.
- Scuole secondarie di II grado[19]

È operante l'”Istituto d'Istruzione Superiore di Grottaminarda”, comprensivo di tre scuole secondarie di II grado: l'Istituto Tecnico Commerciale Vincenzo Volpe, l'Istituto Tecnico Industriale Ettore Majorana, l'Istituto d'Arte.

#### Università
A Grottaminarda è presente una delle 9 sedi del dipartimento di scienze mediche traslazionali dell'università degli Studi della Campania Luigi Vanvitelli.

### Cucina
Tra le specialità tipiche la "ciambottella", peperoncini piccanti al pomodoro, oppure i "cicatielli col pulieio" (Mentha pulegium, un'erba aromatica spontanea nella terra d'Irpinia, già conosciuta ai tempi dei Romani). Rinomate sono anche le maniere di cucinare il baccalà, unico genere di pesce che in passato era possibile trovare nell'entroterra data la possibilità di conservarlo in salamoia; si citano il "baccalà alla pertecaregna", così chiamato perché veniva portato in pasto dalle donne di casa ai braccianti che aravano la terra (in dialetto irpino "përtëcàra"=aratro), oppure il "baccalà a ciambottella", cucinato nel sugo con i peperoni. Nella produzione di vino si nota una prevalenza delle viti Aglianico.

## Infrastrutture e trasporti
Grottaminarda dispone di un casello sull'autostrada A16 ed è attraversata dalla strada statale 90 delle Puglie.

## Amministrazione

### Sindaci di Grottaminarda
Dalle elezioni del 1914 alle elezioni del 2019.
| Periodo                           | Primo Cittadino      | Partito o lista civica     | carica                  | note          |
| --------------------------------- | -------------------- | -------------------------- | ----------------------- | ------------- |
| giugno 1914 - marzo 1916          | Federico Giuliani    |                            | Sindaco                 | Elezioni 1914 |
| marzo 1916 - ottobre 1920         | Emilio Morelli       |                            | Sindaco                 |               |
| ottobre 1920 - marzo 1927         | Antonio Baldassarre  |                            | Sindaco                 | Elezioni 1920 |
| marzo 1927 - settembre 1929       | Antonio Baldassarre  |                            | Podestà                 |               |
| settembre 1929 - maggio 1930      | Vincenzo Di Iorio    |                            | Podestà                 |               |
| maggio 1930 - maggio 1934         | Antonio Baldassarre  |                            | Podestà                 |               |
| maggio 1934 - settembre 1936      | Euplio Vitale        |                            | Podestà                 |               |
| settembre 1936 - marzo 1939       | Alfonso Del Grosso   |                            | Podestà                 |               |
| marzo 1939 - gennaio 1943         | Aristide Romano      |                            | Podestà                 |               |
| febbraio 1943 - marzo 1944        | Ciriaco Flammia      |                            | Podestà                 |               |
| marzo 1944 - settembre 1944       | Pasquale Giusto      |                            | Sindaco                 |               |
| settembre 1944 - marzo 1946       | Achille Vitale       |                            | Commissario prefettizio |               |
| 1946 - 1952                       | Antonio Romano       | Democrazia Cristiana       | Sindaco                 | Elezioni 1946 |
| 1952 - 1953                       | Aristide Romano      | Stella e corona            | Sindaco                 | Elezioni 1952 |
| 1953 - 1957                       | Achille Vitale       | Democrazia Cristiana       | Sindaco                 | Elezioni 1953 |
| 1957 - 1961                       | Achille Vitale       | Indipendente               | Sindaco                 | Elezioni 1957 |
| 1961 - 1964                       | Guerino De Placido   | Democrazia Cristiana       | Sindaco                 | Elezioni 1961 |
| 1964 - 1965                       | Aristide Romano      | Monarchico                 | Sindaco                 | Elezioni 1964 |
| 1965 - 1966                       | Aristide Romano      | Monarchico                 | Sindaco                 |               |
| 1966                              | Nicola Tocco         | Monarchico                 | Sindaco                 |               |
| 1966 - 1968                       | Paolo Abruzzese      | Democrazia Cristiana       | Sindaco                 |               |
| 1968 - 1969                       | Aristide Romano      | Monarchico                 | Sindaco                 |               |
| 1969 - 1970                       | Achille Vitale       | Indipendente               | Sindaco                 |               |
| 1970 - 1975                       | Antonio Morelli      | Democrazia Cristiana       | Sindaco                 | Elezioni 1970 |
| 1975 - 1976                       | Angiolino Pucillo    | Democrazia Cristiana       | Sindaco                 | Elezioni 1975 |
| 1976                              | Emiddio Ianniciello  | Democrazia Cristiana       | Sindaco                 |               |
| 1976 - 1977                       | Renato Cataruozzolo  | Democrazia Cristiana       | Sindaco                 |               |
| 1977 - 1978                       | Vincenzo Blasi       | Democrazia Cristiana       | Sindaco                 |               |
| 1978 - 1980                       | Angiolino Pucillo    | Democrazia Cristiana       | Sindaco                 |               |
| 1980 - 1981                       | Angiolino Pucillo    | Democrazia Cristiana       | Sindaco                 | Elezioni 1980 |
| 1981 - 1983                       | Antonio Nasti        | Democrazia Cristiana       | Sindaco                 |               |
| 1983 - 1983                       | Luigi De Luca        | Democrazia Cristiana       | Sindaco                 |               |
| 1983 - 1985                       | Angiolino Pucillo    | Democrazia Cristiana       | Sindaco                 |               |
| 1985 - 1986                       | Giuseppe Barrasso    | Partito Comunista Italiano | Sindaco                 | Elezioni 1985 |
| 1986 - 1987                       | Michelino Lanza      | Democrazia Cristiana       | Sindaco                 |               |
| 1987 - 1988                       | Vincenzo De Luca     | Democrazia Cristiana       | Sindaco                 |               |
| 1988 - 1990                       | Angelo Flammia       | Partito Comunista Italiano | Sindaco                 |               |
| 1990 - 1991                       | Antonio Nasti        | Democrazia Cristiana       | Sindaco                 | Elezioni 1990 |
| 1991 - 1993                       | Francesco Flammia    | Democrazia Cristiana       | Sindaco                 |               |
| 1993 - 1995                       | Benigno Blasi        | Democrazia Cristiana       | Sindaco                 |               |
| 1995 - 1999                       | Francesco Flammia    | L'Ulivo                    | Sindaco                 | Elezioni 1995 |
| 13 giugno 1999 - 12 giugno 2004   | Giuseppe Romano      | Il gallo                   | Sindaco                 | Elezioni 1999 |
| 12 giugno 2004 - 7 giugno 2009    | Giovanni Ianniciello | Il gallo                   | Sindaco                 | Elezioni 2004 |
| 7 giugno 2009 - 25 maggio 2014    | Giovanni Ianniciello | Concreti liberi forti      | Sindaco                 | Elezioni 2009 |
| 25 maggio 2014 - 26 maggio 2019   | Angelo Cobino        | Concreti liberi forti      | Sindaco                 | Elezioni 2014 |
| 26 maggio 2019 - 24 febbraio 2022 | Angelo Cobino        | Grottaminarda città        | Sindaco                 | Elezioni 2019 |
| 12 giugno 2022 - in carica        | Marcantonio Spera    | La Rinascita               | Sindaco                 | Elezioni 2022 |

### Altre informazioni amministrative
Il comune fa parte dell'Unione dei comuni Terre dell’Ufita.

## Sport
La principale realtà sportiva della cittadina è la Polisportiva Grotta 1984, compagine calcistica che milita attualmente nel campionato regionale di Eccellenza. Nel corso della sua storia ha ottenuto il suo miglior risultato concludendo il torneo di Eccellenza Campania 1992-1993 al primo posto a pari punti con la Nocerina, che poi ebbe la meglio nello spareggio per la promozione in Serie D.